# Duane Glinton
Duane Glinton est un footballeur international des Îles Turques-et-Caïques.
Il est le frère cadet de Gavin Glinton, l'actuel recordman de sélections pour son pays.